# Khali Best
Khali Best es un actor británico, más conocido por haber interpretado a Dexter Hartman en la serie EastEnders.

## Biografía
Se graduó del "Bruford College" en el 2012.

## Carrera
En el 2012 apareció en la obra de teatro "Choir Boy".
El 7 de enero de 2013 unió al elenco principal de la popular serie británica EastEnders donde interpretó al mecánico Dexter Hartman, el hijo de Ava Hartman (Clare Perkins) y Sam James (Cornell John), y sobrino de Tanya Cross y Rainie Cross, hasta el 2 de enero de 2015 después de que su personaje decidiera irse de Albert Square.

## Filmografía

### Series de televisión
| Año         | Título     | Personaje      | Notas         |
| ----------- | ---------- | -------------- | ------------- |
| 2013 - 2015 | EastEnders | Dexter Hartman | 149 episodios |

### Teatro
| Año  | Título    | Personaje | Director (a) | Teatro              | Notas                                                                  |
| ---- | --------- | --------- | ------------ | ------------------- | ---------------------------------------------------------------------- |
| 2012 | Choir Boy | AJ James  | -            | Royal Court Theatre | junto a Kwayedza Kureya, Dominic Smith, Eric Kofi Abrefa & Aron Julius |

## Premios y nominaciones
| Año  | Categoría          | Premio             | Serie      | Resultado |
| ---- | ------------------ | ------------------ | ---------- | --------- |
| 2014 | Best Newcomer      | NTA Award          | EastEnders | Ganador   |
| 2013 | Best Newcomer      | Inside Soap Award  | EastEnders | Ganador   |
| 2013 | Best Soap Newcomer | TV Choice Award    | EastEnders | Nominado  |
| 2013 | Best Newcomer      | British Soap Award | EastEnders | Nominado  |